# Gueorgui Tovstonogov
Gueorgui Aleksandrovitch Tovstonogov (en russe : Гео́ргий Алекса́ндрович Товстоно́гов), né à Tiflis le 28 septembre 1915 et mort à Leningrad le 23 mai 1989, est un metteur en scène russe et soviétique, doktor nauk, membre de l'Académie des arts de Berlin. Il est distingué Artiste du peuple de l'URSS en 1957 et Héros du travail socialiste en 1983. Parmi ses récompenses il y a deux Prix Staline (1950, 1952), le Prix Lénine en 1958, et deux Prix d’État de l'URSS (1968, 1978). Malgré sa position incertaine d'enfant d'un ennemi du peuple, il a connu une ascension impressionnante depuis ses débuts au Théâtre du jeune spectateur de Tbilissi jusqu'au Grand théâtre dramatique académique léningradois qu'il a dirigé pendant trente ans et qui porte son nom depuis 1992. Il fut également député du Soviet suprême de l'Union soviétique. En 1983, on l'a nommé citoyen d'honneur de la ville de Tbilissi.

## Récompenses
- artiste du peuple de la RSFSR (1956)
- artiste du peuple de l'URSS (1957)
- héros du travail socialiste (1983)
- ordre de Lénine (1967, 1973, 1983)
- ordre du Drapeau rouge du Travail (1957)
- prix Staline de 1er classe (1950), pour le spectacle De l'étincelle
- prix Staline de 3e classe (1952), pour le spectacle Chemin d'immortalité
- prix Lénine (1958), pour le spectacle La Tragédie optimiste de Vsevolod Vichnevski
- prix d'État de l'URSS (1968), pour le spectacle Les Petits Bourgeois de Maxime Gorki
- prix d'État de l'URSS (1978), pour le spectacle Le Don paisible de Mikhaïl Cholokhov